# Прекордильеры

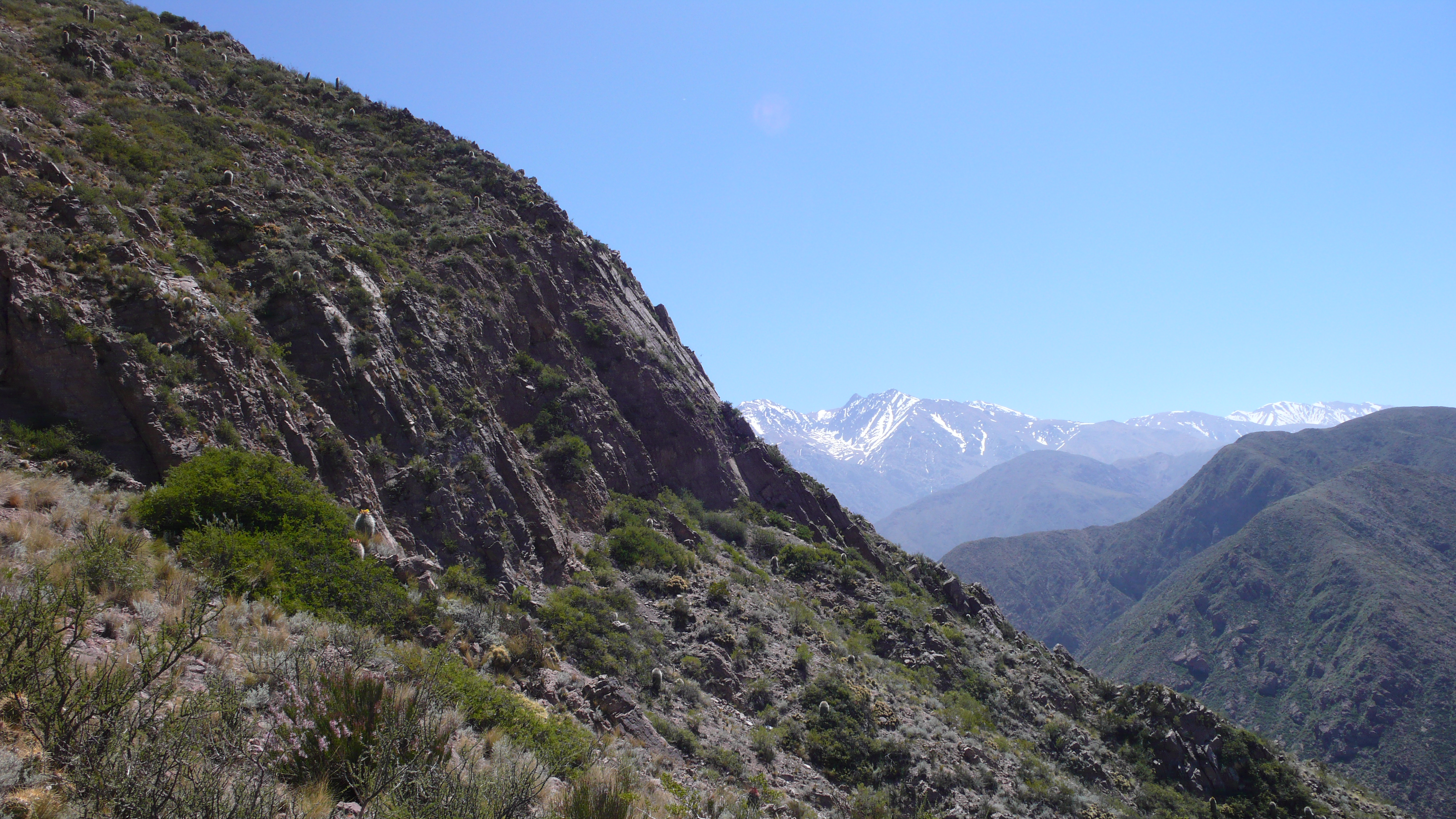
Прекордильеры в провинции Мендоса

Прекордильеры (исп. Precordillera) — горные хребты в северо-западной части Аргентины на территории провинций Ла-Риоха, Сан-Хуан и Мендоса (запад региона Куйо). Располагаются между 68° з. д. и Андами, имеют складчато-глыбовую природу. Высота вершин — около 5000 м, хребты разделены глубокими долинами.
Климат в районе Прекордильер тропический и субтропический, засушливый. На восточных склонах произрастают ксерофильные леса, на западных — сухие кустарники. Плоские гребни покрыты сухими степями. В долинах между хребтами развито орошаемое земледелие, выращивается виноград.
Аргентинские Прекордильеры являются континентальным фрагментом, отколовшимся от южного края древнего материка Лаврентия (ныне — большая часть Северной Америки) в кембрийский период (примерно 515 млн лет назад). В ордовик (примерно 455 млн лет назад) он присоединился к западному краю Гондваны (Южная Америка). Свидетельства кембрийского горообразования и фауны ордовика, найденные в осадочных породах указывают на то, что Прекордильеры в виде микроконтинента пересекли Япетус и столкнулись с Гондваной.
Иногда термин Прекордильеры также используют для описания хребтов, расположенных между Центральной долиной и главными хребтами Анд в Чили.